# Ydnekatchew Tessema
Ydnekatchew Tessema (en amharique : ይድነቃቸው ተሠማ), né le 11 septembre 1921 à Jimma (Éthiopie) et mort le 19 août 1987 à Addis-Abeba (Éthiopie), est un footballeur éthiopien, qui évoluait au poste d'attaquant. 
Il porta les couleurs du Saint-George SA (son unique club) et de l'équipe d'Éthiopie. Après sa retraite de joueur, il occupa la fonction d'entraîneur de football, en particulier en devenant sélectionneur de l'équipe d'Éthiopie. Il occupa également de hautes fonctions administratives dans le football et le sport en général ; il fut notamment président de la Confédération africaine de football de 1972 à 1987 et président du Comité olympique éthiopien. Il est considéré comme le premier grand joueur éthiopien.

## Biographie

### Le joueur
Il intègre les équipes de jeunes du Saint-George SA en 1935 et effectuera toute sa carrière dans ce club. Il détient d'ailleurs un record du buts en une saison : 43 des 47 buts marqués par son équipe dans une saison[Laquelle ?]. Il commence sa carrière internationale le 1er mai 1947 lors du tout premier match de l'équipe d'Éthiopie de football alors opposée à l'équipe de Djibouti (score final : 5 à 0) ; il inscrira trois buts en quinze sélections.

### L'entraîneur
Après sa carrière de joueur, il devient sélectionneur de l'équipe nationale et conduira cette sélection à la victoire finale lors de la Coupe d'Afrique des nations 1962 organisée en Éthiopie. Il est également le sélectionneur des équipes olympiques éthiopiennes de football aux Jeux olympiques de 1960, 1964 et 1968.

### Le dirigeant sportif
Il est secrétaire général de la Fédération éthiopienne de football de 1943 à 1976, membre du Comité exécutif de la FIFA de 1966 à 1972, secrétaire général (en 1960) puis président du Comité olympique éthiopien en 1967, et membre du Comité international olympique de 1971 à sa mort en 1987.
Le 8 février 1957, à Khartoum, il fait partie des fondateurs de la Confédération africaine de football, organisation dont il devient dès sa création vice-président avant d'en devenir président en 1972 (il conserve cette fonction jusqu'à sa mort en 1987). À ce poste, il est un des artisans de la lutte contre l'apartheid en Afrique du Sud dans le domaine sportif : à titre d'exemple, le boycott des Jeux olympiques de 1976 par vingt-huit nations africaines,.
Il a également œuvré au sein du gouvernement éthiopien, étant directeur du ministère de l'Éducation physique puis du ministère des Travaux publics, et vice-ministre auprès du ministère des Affaires sociales chargé de la jeunesse. Il est aussi haut-commissaire des Sports et de la Culture physique.